# Mariä Geburt (Anzing)

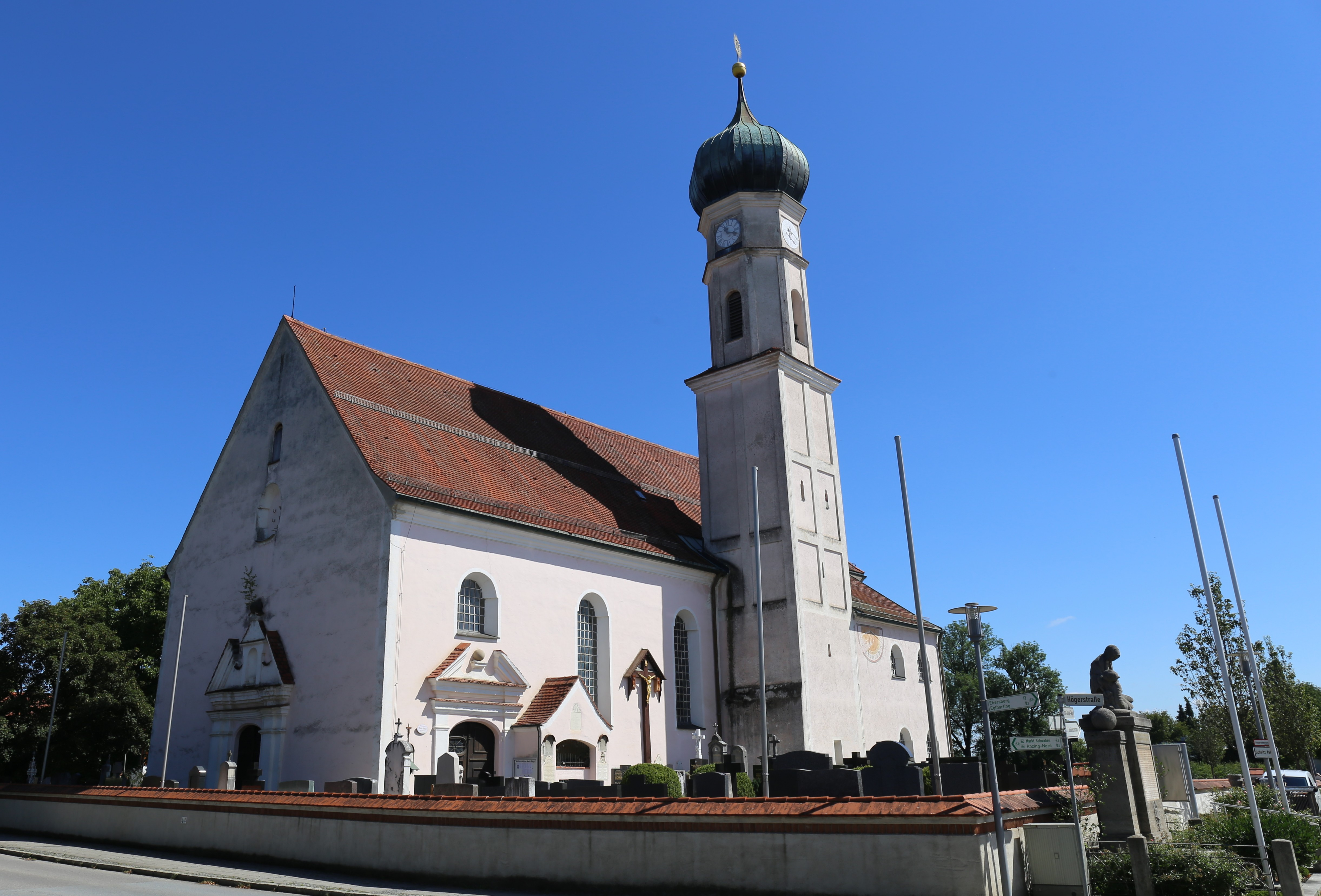
Mariä Geburt in Anzing

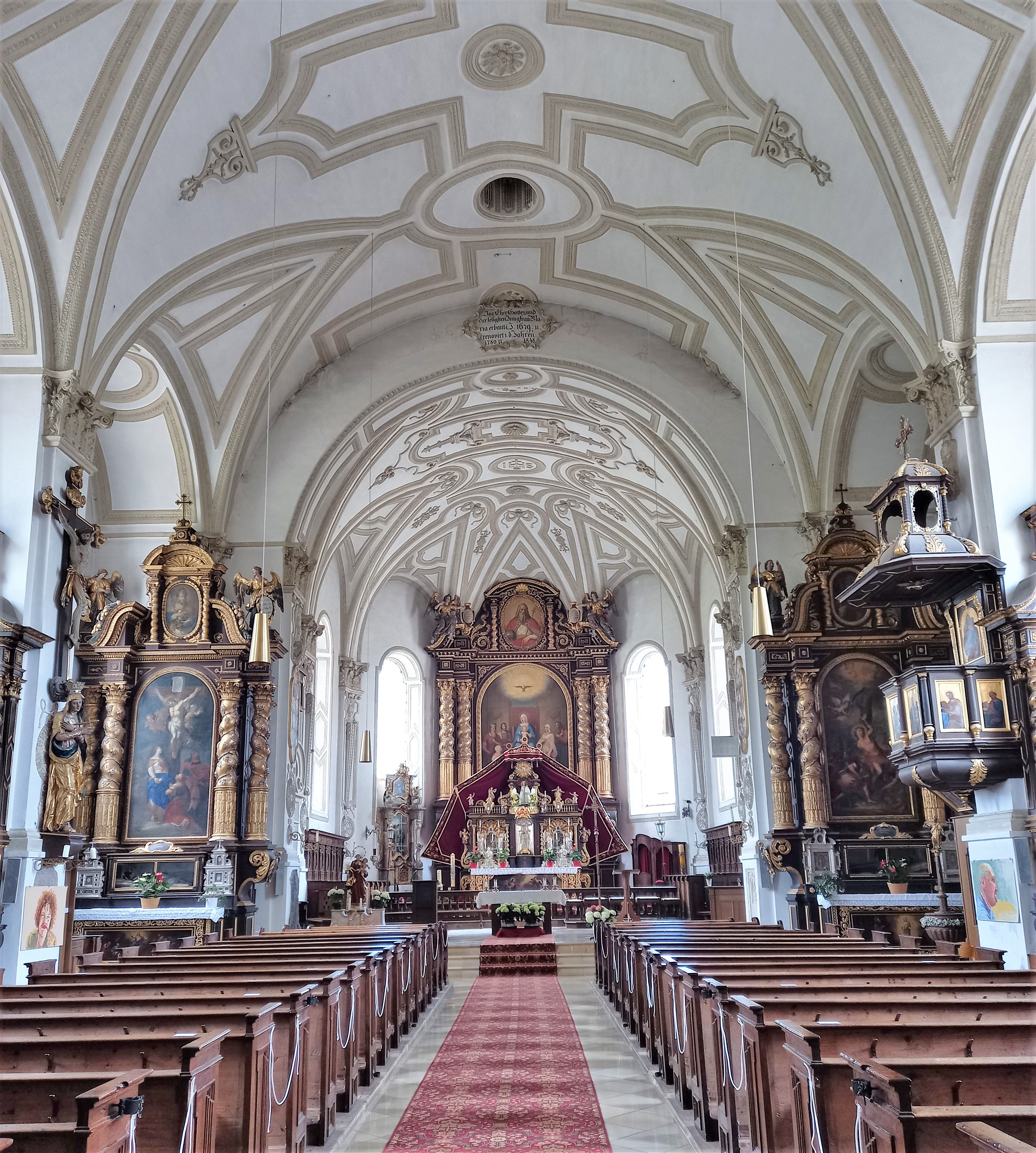
Innenraum

Die römisch-katholische Pfarrkirche Mariä Geburt, eine Wallfahrtskirche, steht in Anzing, einer Gemeinde im oberbayerischen Landkreis Ebersberg. Das Bauwerk ist als Baudenkmal unter der Nr. D-1-75-111-1 eingetragen. Die Kirche gehört zum Erzbistum München und Freising.

## Beschreibung
Die Wandpfeilerkirche wurde 1677–81 erbaut. Sie besteht aus einem Langhaus, einem eingezogenen, dreiseitig geschlossenen Chor im Osten und einem Kirchturm auf quadratischem Grundriss, der etwas in die Südwand des Langhauses nahe dem Chor eingestellt ist. Seine beiden achteckigen Geschosse beherbergen die Turmuhr und den Glockenstuhl. Darauf sitzt eine Zwiebelhaube. 
Der Innenraum des Langhauses ist mit einem Stichkappengewölbe überspannt. Der Hochaltar und die sechs Seitenaltäre sind unter dem Einfluss der Theatinerkirche in München entstanden. Auf dem Altarretabel des Hochaltars ist ein Gnadenbild dargestellt. Die Statue des gegeißelten Heilands wurde um 1694 von Andreas Faistenberger gebaut. Die übrige Kirchenausstattung stammt aus der Erbauungszeit.

## Orgel

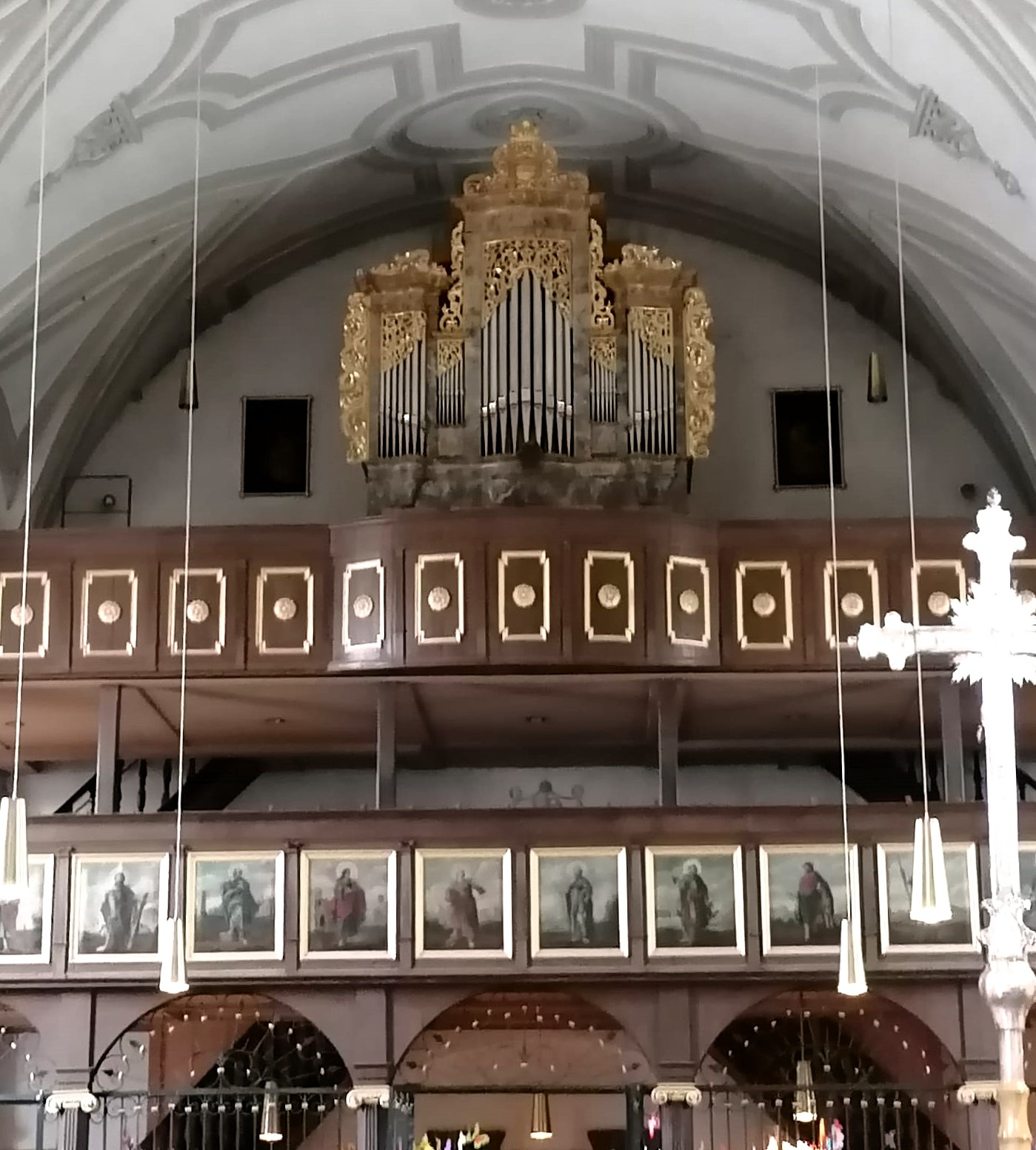
Die Staller-Orgel

Die Orgel mit 28 Registern auf drei Manualen und Pedal wurde von Anton Staller im Jahr 1993 neu gebaut. Die Disposition lautet:
| I Koppelmanual |

| II Hauptwerk |       |
| Bordun       | 16′   |
| Prinzipal    | 08′   |
| Gedeckt      | 08′   |
| Gamba        | 08′   |
| Oktave       | 04′   |
| Koppelflöte  | 04′   |
| Quinte       | 2 ⁄3′ |
| Superoktave  | 02′   |
| Mixtur V     | 1 ⁄3′ |
| Trompete     | 08′   |
| Tremulant    |       |

| III Schwellwerk |       |
| Rohrflöte       | 08′   |
| Salicional      | 08′   |
| Schwebung       | 08′   |
| Prinzipal       | 04′   |
| Traversflöte    | 04′   |
| Sesquialter II  |       |
| Waldflöte       | 02′   |
| Larigot         | 1 ⁄3′ |
| Scharff IV      | 01′   |
| Dulcian         | 16′   |
| Rohrschalmey    | 08′   |
| Tremulant       |       |

| Pedal       |       |
| Subbaß      | 16′   |
| Oktavbaß    | 08′   |
| Gedecktbaß  | 08′   |
| Tenoroktave | 04′   |
| Rauschbaß   | 2 ⁄3′ |
| Posaune     | 16′   |
| Baßtrompete | 08′   |

- Koppeln: 1. Man. = Koppelmanual II/III
- Spielhilfen: 32facher elektronischer Setzer
- Bemerkungen: Schleiflade, mech. Tontraktur, kombinierte Registertraktur